# Saint-Aubin-des-Bois (Calvados)
Saint-Aubin-des-Bois és un municipi francès situat al departament de Calvados i a la regió de Normandia. L'any 2007 tenia 232 habitants.

## Demografia

### Població
El 2007 la població de fet de Saint-Aubin-des-Bois era de 232 persones. Hi havia 106 famílies de les quals 28 eren unipersonals (12 homes vivint sols i 16 dones vivint soles), 45 parelles sense fills i 33 parelles amb fills.
La població ha evolucionat segons el següent gràfic:
Habitants censats

### Habitatges
El 2007 hi havia 136 habitatges, 105 eren l'habitatge principal de la família, 19 eren segones residències i 13 estaven desocupats. Tots els 135 habitatges eren cases. Dels 105 habitatges principals, 78 estaven ocupats pels seus propietaris i 26 estaven llogats i ocupats pels llogaters; 1 tenia una cambra, 2 en tenien dues, 18 en tenien tres, 23 en tenien quatre i 60 en tenien cinc o més. 92 habitatges disposaven pel capbaix d'una plaça de pàrquing. A 53 habitatges hi havia un automòbil i a 43 n'hi havia dos o més.

### Piràmide de població
La piràmide de població per edats i sexe el 2009 era:
| Homes | Edats   | Dones |
| ----- | ------- | ----- |
| 0     | 95 o +  | 0     |
| 0     | 90 a 94 | 4     |
| 0     | 85 a 89 | 0     |
| 0     | 80 a 84 | 4     |
| 4     | 75 a 79 | 0     |
| 12    | 70 a 74 | 8     |
| 8     | 65 a 69 | 12    |
| 0     | 60 a 64 | 12    |
| 8     | 55 a 59 | 12    |
| 8     | 50 a 54 | 0     |
| 8     | 45 a 49 | 4     |
| 4     | 40 a 44 | 4     |
| 12    | 35 a 39 | 12    |
| 16    | 30 a 34 | 16    |
| 12    | 25 a 29 | 4     |
| 4     | 20 a 24 | 8     |
| 20    | 15 a 19 | 0     |
| 8     | 10 a 14 | 8     |
| 12    | 5 a 9   | 8     |
| 12    | 0 a 4   | 12    |

## Economia
El 2007 la població en edat de treballar era de 134 persones, 104 eren actives i 30 eren inactives. De les 104 persones actives 96 estaven ocupades (54 homes i 42 dones) i 8 estaven aturades (3 homes i 5 dones). De les 30 persones inactives 15 estaven jubilades, 10 estaven estudiant i 5 estaven classificades com a «altres inactius».

### Ingressos
El 2009 a Saint-Aubin-des-Bois hi havia 101 unitats fiscals que integraven 231,5 persones, la mediana anual d'ingressos fiscals per persona era de 14.915 €.

### Activitats econòmiques
Dels 6 establiments que hi havia el 2007, 1 era d'una empresa extractiva, 1 d'una empresa de fabricació d'altres productes industrials, 2 d'empreses de construcció, 1 d'una empresa d'hostatgeria i restauració i 1 d'una empresa de serveis.
L'únic servei als particulars que hi havia el 2009 era una lampisteria.
L'any 2000 a Saint-Aubin-des-Bois hi havia 23 explotacions agrícoles que ocupaven un total de 650 hectàrees.

## Poblacions més properes
El següent diagrama mostra les poblacions més properes.